# Jean Baptiste Louis Georges Seroux d'Agincourt
Pour les articles homonymes, voir Seroux.
Jean Baptiste Louis Georges Seroux d’Agincourt, né le 5 avril 1730 à Beauvais et mort le 24 septembre 1814 à Rome, est un fermier général, antiquaire et historien de l'art français.
Son grand œuvre, auquel il consacra trente-cinq ans de sa vie, fut la préparation et la rédaction de son Histoire de l’Art par les Monuments, depuis sa décadence au IVe siècle jusqu’à son renouvellement au XVIe, première histoire de l'art illustrée, qui parut en livraisons entre 1810 et 1823 et fut pour une grande part à l'origine d'un retournement de goût en Europe envers les primitifs italiens et le gothique, jusqu'alors considérés comme des arts décadents.

## Biographie
Né à Beauvais, Seroux d'Agincourt est le descendant d'une famille noble, originaire du comté de Namur, qu'elle quitte vers le milieu du XIVe siècle pour s'établir en Picardie. Il est le fils de Jean Baptiste Charles François de Sales Seroux d'Agincourt, seigneur de Villers-sur-Coudun, gendarme ordinaire dans la garde du Roi, capitaine de cavalerie et chevalier de Saint-Louis, et de Marie Elisabeth Bergeron. Dans sa jeunesse, il sert dans un régiment de cavalerie comme officier. Ses jeunes frères (dont Jean-Baptiste Seroux d'Agincourt) devenus orphelins, il est contraint de mettre un terme à sa carrière militaire pour pouvoir les prendre en charge. Il est nommé fermier général par le roi Louis XV. En 1777, il voyage en Angleterre, en Belgique, en Allemagne et en Hollande ; puis, à la fin de l'année 1778, il se rend en Italie dans le but de voir les ruines de l'Art romain. En 1779, il s'installe définitivement à Rome, où il se consacrera jusqu'à sa mort, en 1814, à l'organisation des matériaux issus de ses nombreuses recherches.

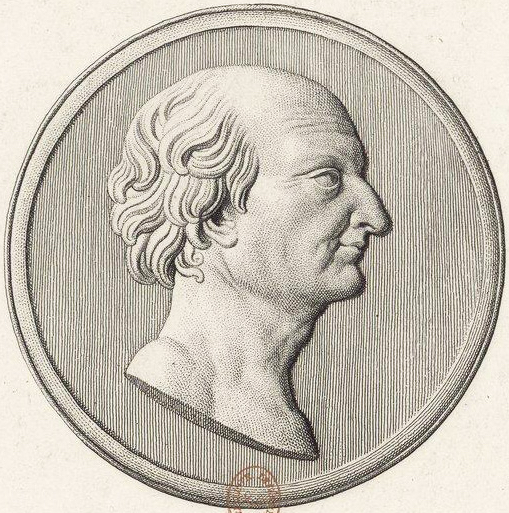
Jean Baptiste Louis Georges Seroux d'Agincourt.

Il meurt en 1814, avant que ne soit achevée la publication de cette œuvre pionnière retraçant en images mille ans d'histoire des arts visuels en Europe. La supervision des travaux d'édition est alors poursuivie par Léon Dufourny, Toussaint-Bernard Émeric-David et Laurent François Feuillet, l'établissement de « Tables des matières » détaillées est confié à Monsieur Gence, membre de plusieurs sociétés littéraire, les notices sur la vie et les travaux de Seroux d'Agincourt sont rédigées par Achille-Étienne Gigault de la Salle et l'œuvre complète est publiée définitivement, en 1823, sous le titre de Histoire de l'Art par les Monumens, depuis sa décadence au IVe siècle jusqu'à son renouvellement au XVI, rassemblée en six volumes, accompagnés de 325 planches. Dans les années précédentes, Seroux d'Agincourt publia également un Recueil de fragments de sculpture antique, en terre cuite.
Un mausolée est élevé à sa mémoire dans l'église Saint-Louis-des-Français de Rome, dans la dernière chapelle à droite.

## Histoire de l'art par les Monumens

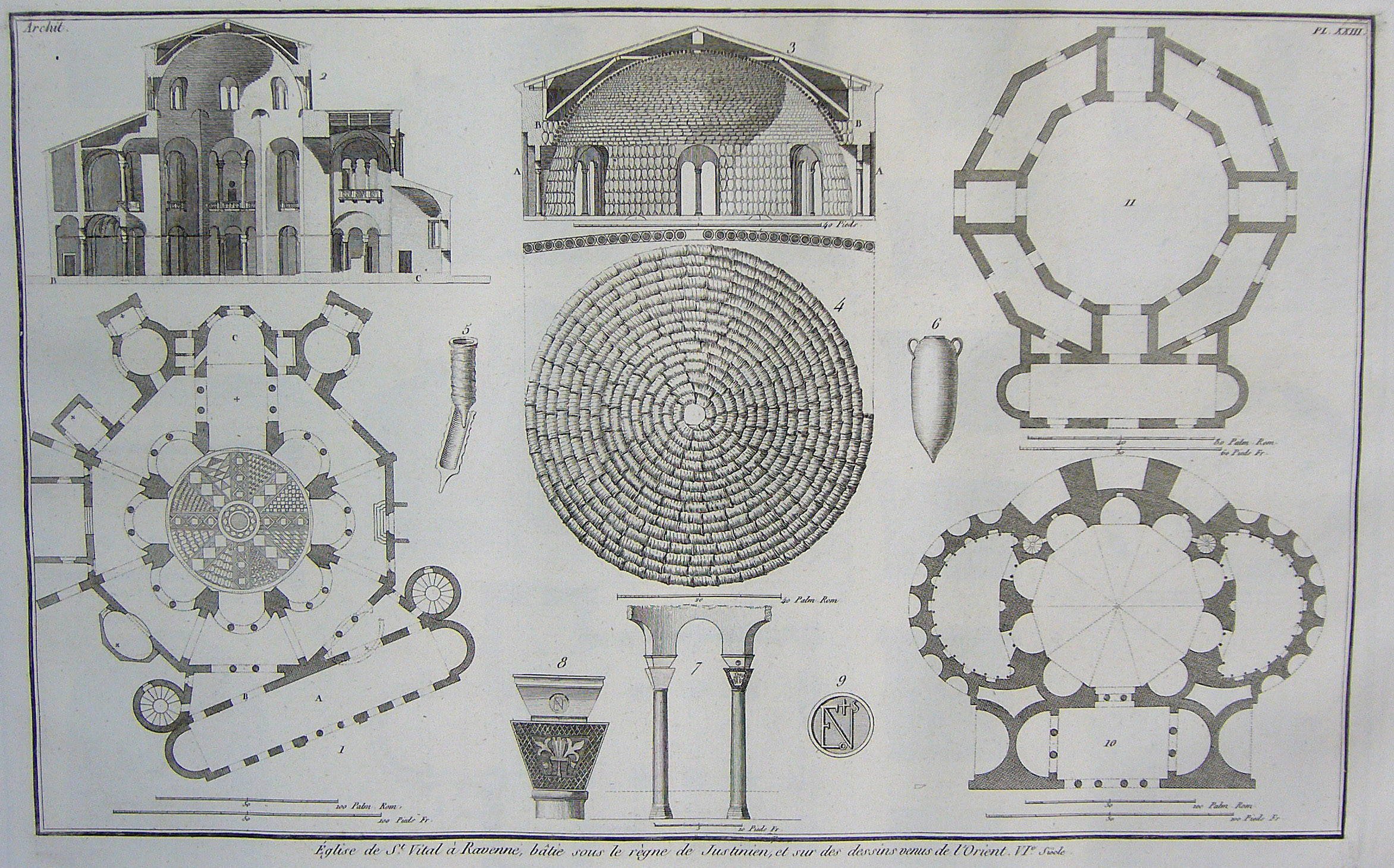
Histoire de l’Art, « Architecture », tome XXIII, San Vitale à Ravenne

L'Histoire de l'Art de Seroux d'Agincourt a fait l'objet d'une réédition en 2005, à Turin, chez Nino Aragno Editore, en six volumes. Cette édition est pourvue d'une préface de Marc Fumaroli et enrichie d'un septième volume contenant les travaux d'Ilaria Miarelli Mariani basés notamment sur les matériaux iconographiques conservés à la Bibliothèque du Vatican.
- Tome I :

Préface de Marc Fumaroli, Seroux d'Agincourt et « l'Europe littéraire » (p. IX à XXXI)
«Notice sur la vie et les travaux de J. L. G. Seroux d'Agincourt»
« Préface » de Seroux d'Agincourt
« Discours préliminaire »
« Tableau historique de l'état civil, politique et littéraire de la Grèce et de l'Italie, relativement aux beaux-arts, peu de temps avant leur décadence, et pendant cette décadence, jusqu'à leur rétablissement »

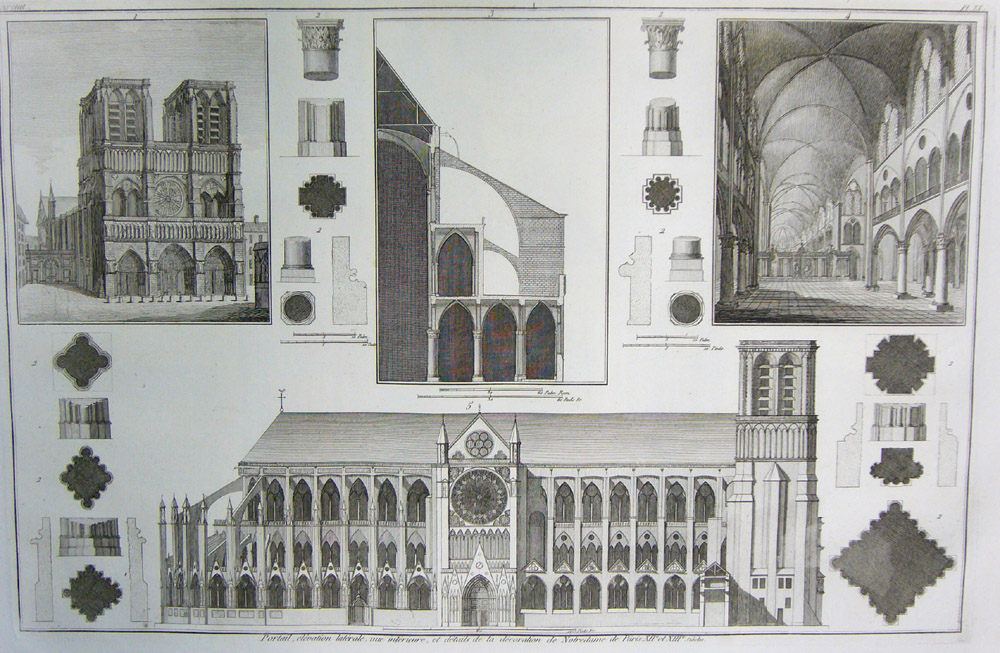
Histoire de l’Art, « Architecture », tome XL, Notre-Dame de Paris

« Architecture »
- Tome II :

« Sculpture »
« Peinture »
- Tome III :

« Architecture. Table des planches »
« Sculpture. Table des planches »
« Peinture. Table des planches »
- Tome IV :

« Planches relatives à l'Architecture »
- Tome V :

« Planches relatives à la Sculpture »
- Tome VI :

« Planches relatives à la Peinture »
- Tome VII :

Texte d'laria Miarelli Mariani, Les « monuments parlants » : Seroux d'Agincourt et la naissance de l'histoire de l'art illustrée, traduction de Cécile Caby revue et remaniée par Nadine Le Lirzin
« Bibliographie »
« Les dessins préparatoires », choisis parmi tous les dessins conservés à la Vaticane et accompagnés de notices détaillées
1. « Architecture »
2. « Sculpture »
3. « Peinture »
« Index »

## Œuvres
- Histoire de l’Art par les Monumens, depuis sa décadence au IVe siècle jusqu'à son renouvellement au XVIe, Paris, Treuttel & Würtz, 1810-1823
- Recueil de fragmens de sculpture antique en terre cuite, Paris, Treuttel & Würtz, 1810